# NGC 2243
NGC 2243 je otvoreni skup  u zviježđu Velikom psu. 

## Vanjske poveznice
- SEDS: NGC 2243